# 超級機器人大戰BX
《超級機器人大戰BX》為萬代南夢宮娛樂發售的超級機器人大戰系列遊戲。簡稱「機戰BX」「SRWBX」。本作宣傳詞為「超越世代，鋼之意志」。
本作為任天堂3DS上第2款超級機器人大戰系列遊戲（連派生作在內是第9款），名字上和前作《超級機器人大戰UX》雖然接近，但兩作並無關聯。遊戲將繼續有戰鬥語音和裸眼3D功能，並繼承和改良前作及《第3次超級機器人大戰Z》的系統要素。

## 參戰作品

### 一覽
★標誌為系列作初參戰作品。
- ★機甲界（機甲界ガリアン）
- 機動戰艦撫子（機動戦艦ナデシコ）
- 聖戰士DUNBINE（聖戦士ダンバイン）
- 聖戰士DUNBINE New Story of Aura Battler Dunbine（聖戦士ダンバイン New Story of Aura Battler Dunbine）
- ★機動戰士GUNDAM AGE（機動戦士ガンダムAGE）
- 機動戰士GUNDAM UC（機動戦士ガンダムUC）
- 劇場版 機動戰士GUNDAM00 -A wakening of the Trailblazer-（劇場版 機動戦士ガンダム00 -A wakening of the Trailblazer-）
- ★SD GUNDAM外傳（SDガンダム外伝）
- 絕對無敵（絶対無敵ライジンオー）
- ★巨神GORG（巨神ゴーグ）
- 真魔神 衝擊！Z篇（真マジンガー 衝撃！Z編）
- 魔神凱撒SKL（マジンカイザーSKL）
- 勇者王GaoGaiGar（勇者王ガオガイガー）
- 劇場版 超時空要塞F 虛空歌姬（劇場版 マクロスF 〜イツワリノウタヒメ〜）
- 劇場版 超時空要塞F 戀離飛翼（劇場版 マクロスF 〜サヨナラノツバサ〜）
- ★超時空要塞30 連繋銀河的歌聲（マクロス30～銀河を繋ぐ歌声～）

### 解說
連關連作在內共16個作品。系列初參戰有《機甲界》、《機動戰士GUNDAM AGE》、《SDGUNDAM外傳》、《巨神GORG》、《超時空要塞30 連繋銀河的歌聲》5個作品。
由於《機動戰士GUNDAM AGE》的劇情跨越近60年，故本作主要以後期的「奇歐篇」和「三世代篇」為主。
繼前作《SDGUNDAM三國傳 BraveBattleWarriors》參戰後，另一部SDGUNDAM系列作《SDGUNDAM外傳》亦順利參戰，使得本系列再次有SDGUNDAM系列與（搭乘型的）GUNDAM系列作品同場共演。
《超時空要塞30 連繋銀河的歌聲》原為在PlayStation 3上推出的超時空要塞30週年紀念作。

### 封面登場機體
- 撫子（機動戰艦撫子）
- 艾斯特巴利斯（明人機）（機動戰艦撫子）
- Z（真魔神 衝擊！Z篇）
- 魔神凱撒SKL（魔神凱撒SKL）
- GaoGaiGar（勇者王GaoGaiGar）
- 獨角獸GUNDAM（毀滅模式）（機動戰士GUNDAMUC）
- YF-29 杜蘭朵（劇場版 超時空要塞F 戀離飛翼）
- YF-30 克羅諾斯（超時空要塞30 連繋銀河的歌聲）
- DUNBINE（聖戰士DUNBINE）
- 加利安（機甲界）
- 雷神王（绝对无敌）
- 騎士GUNDAM（SDGUNDAM外傳）

## 原創系列

### 原創人物
柊 陽太（CV：松岡禎丞）
柊 結希（CV：中原麻衣）
柊 真理

## 外部連結
- 官方网站